# Samuel Beall
Samuel Wootton Beall (* 16. Juni 1807 im Montgomery County, Maryland; † 26. September 1868 in Helena, Montana) war ein US-amerikanischer Politiker. Zwischen 1850 und 1852 war er Vizegouverneur des Bundesstaates Wisconsin.

## Werdegang
Im Jahr 1827 absolvierte Samuel Beall das Union College im Staat New York. 1835 zog er nach Green Bay im Michigan-Territorium, wo er mit Landspekulationen ein Vermögen aufbaute. Nach einem Jurastudium und seiner Zulassung als Rechtsanwalt begann er in diesem Beruf zu arbeiten. Gleichzeitig schlug er als Mitglied der Demokratischen Partei eine politische Laufbahn ein. Er nahm als Delegierter an der verfassungsgebenden Versammlung des Staates Wisconsin teil.
1849 wurde Beall an der Seite von Nelson Dewey zum Vizegouverneur von Wisconsin gewählt. Dieses Amt bekleidete er zwischen 1850 und 1852. Dabei war er Stellvertreter des Gouverneurs und Vorsitzender des Staatssenats. Während des Bürgerkrieges diente er als Oberstleutnant einer Infanterieeinheit aus Wisconsin im Heer der Union. Nach einer Verwundung und seiner Genesung wurde er Leiter eines Kriegsgefangenenlagers in Elmira (New York). Nach Kriegsende kehrte er für kurze Zeit nach Wisconsin zurück. Dann zog er nach Helena im Montana-Territorium. Am 26. September 1868 wurde er dort bei einem Streit erschossen. Der Täter wurde später freigesprochen.